# 55565 Aya
Aya (denominazione completa 55565 Aya, in precedenza noto con la designazione provvisoria 2002 AW197) è un oggetto transnettuniano di tipo cubewano appartenente alla fascia di Kuiper; la sua distanza dal Sole oscilla fra le 41,186 au del perielio e le 53,741 au dell'afelio. 

## Dati fisici
Si tratta di uno dei più grandi oggetti della fascia di Kuiper sinora osservati, e le sue dimensioni potrebbero superare i 700 km di diametro; è quindi possibile che si tratti di un corpo dalla forma sferoidale, in equilibrio idrostatico, potenzialmente classificabile in futuro come pianeta nano.
Le osservazioni combinate delle emissioni termiche del Telescopio spaziale Herschel e del telescopio spaziale Spitzer danno un diametro di 768 +39 −38 km e un'albedo geometrica di 0.112 +0.012 −0,011.